# Mitter Karkopf
De Mitter Karkopf is een 2606 m.ü.A. hoge berg in de Ötztaler Alpen in de Oostenrijkse deelstaat Tirol.
De berg ligt in de Geigenkam, een subgroep van de Ötztaler Alpen, langs het Tumpental, een zijdal van het Ötztal nabij Tumpen (937 m.ü.A., gemeente Umhausen). De berg is de een van de Karköpfe in de Geigenkam; rondom de top van de Mitter Karkopf liggen ook nog de Weite, Hohe en Erste Karkopf. De top is bereikbaar via de Armelenhütte (1747 m.ü.A.) en de Erste Karkopf (2513 m.ü.A.). Een alternatieve route loopt via de alpenweiden Vorderer Tumpenalm (1831 m.ü.A.) en Hinterer Tumpenalm (2191 m.ü.A.) naar de top.,